# Uromyces musae
Uromyces musae är en svampart som beskrevs av Henn. 1907. Uromyces musae ingår i släktet Uromyces och familjen Pucciniaceae.   Inga underarter finns listade i Catalogue of Life.